# Basílica de Mariazell
A Basílica de Mariazell, também conhecida como Basílica Mariä Geburt (Basílica do Nascimento da Virgem Maria), é uma basílica mariana em Mariazell, Áustria. É o destino de peregrinação mais importante da Áustria e um dos santuários mais visitados da Europa.  Na igreja, uma imagem milagrosa de madeira da Virgem Maria é homenageada. O Papa Pio X elevou o santuário ao status de basílica menor em 1907 e, em seguida, coroou a imagem em 8 de setembro de 1908. É a única igreja nomeada como santuário nacional de todos os países de língua alemã.

## História antiga
O território ao redor de Mariazell foi entregue ao Mosteiro de St. Lambrecht por volta de 1103, e os monges construíram uma cela para servir os residentes locais. As lendas indicam que o dia da fundação da cidade foi 21 de dezembro de 1157, mas foi documentado pela primeira vez em 1243. Um altar mariano foi dedicado ali em 1266.

## O atual prédio da igreja

### A Basílica da Mariä Geburt
No século XIV, uma igreja gótica erguia-se em Mariazell com uma torre de 90 m de altura e um portal ogiva. Em 1420 e 1474, a igreja foi destruída por um incêndio. O edifício da igreja foi posteriormente ampliado e redesenhado no estilo barroco por Domenico Sciassia de 1644 a 1683. À esquerda e à direita da torre gótica, foi construída uma torre barroca, a nave foi alongada e alargada e foi acrescentada uma cúpula na parte oriental. O altar-mor, consagrado em 1704, foi projetado por Johann Bernhard Fischer von Erlach.
Cada uma das doze capelas laterais contém um altar barroco. O trabalho de estuque de gesso da galeria do órgão e do console do órgão de 1737 foi criado pelo escultor vienense Johann Wagner em 1740.
Em frente à entrada principal, há duas estátuas de chumbo em tamanho natural criadas por Balthasar Moll em 1757. À esquerda está o Rei Ludwig I da Hungria e à direita Heinrich, Margrave da Morávia. 
Em 1907, a igreja de peregrinação foi elevada à categoria de basílica menor. 
A basílica está em processo de restauração geral desde 1992, que foi concluída em 2007.

### Imagem sagrada e capela
A parte mais antiga do edifício, construída em 1690, contém o Gnadenkapelle. Esta capela fica no local da primeira "cela" e contém uma imagem milagrosa do românico tardio da Virgem Maria - a "Magna Mater Austria" - uma estatueta de tília com 48 cm de altura.

## Desenvolvimento de peregrinação
Os peregrinos já se dirigiam ao santuário mariano no século XII. Um grande número de peregrinos foi documentado a partir de 1330, quando um tribunal secular impôs um "Zellfahrt" ( jornada de Zell ) como expiação por seus criminosos. Nos anos seguintes, um número crescente de peregrinos veio de terras vizinhas. Após a Contra-Reforma, os Habsburgos fizeram de Mariazell um santuário nacional. No entanto, em 1783, o imperador José II dissolveu o mosteiro em Mariazell e, em 1787, ele proibiu completamente as peregrinações lá. Após a retirada antecipada das restrições, hoje cerca de um milhão de peregrinos visitam Mariazell a cada ano. Em maio de 2004, o Dia Católico da Europa Central ( mitteleuropäische Katholikentag ) aconteceu lá.

## Legendas
Existem três lendas básicas sobre a fundação de Mariazell e seu desenvolvimento. A lenda da fundação da vila diz que em 1157, o Monge Magnus de São Lambrecht foi enviado para a área da cidade atual como ministro. Quando seu caminho foi bloqueado por uma pedra, ele pousou a estatueta mariana que trouxera consigo, por meio da qual a pedra se quebrou e deixou o caminho de Magnus livre. Em uma margem próxima, ele se acomodou, colocou a estatueta em um tronco de árvore e construiu uma cela de madeira, que servia como sua capela e seu aposento.
A segunda lenda relata como Ladislau III da Boémia e sua esposa, tendo sido curados de uma grave gota com a ajuda de Nossa Senhora de Mariazell, fizeram uma peregrinação àquele lugar por volta de 1200. Lá eles construíram a primeira igreja de pedra no local da capela de madeira. 
A terceira lenda narra uma batalha vitoriosa do rei húngaro Ludwig I sobre um exército turco numericamente superior. Em agradecimento, ele construiu a igreja gótica e dotou-a da "Schatzkammerbild" (" imagem do tesouro ") que viu colocada sobre o peito em um sonho.
A Basílica Mariazell foi recentemente escolhida como o motivo principal de uma moeda de colecionador: a moeda comemorativa da Basílica de Mariazell austríaca, cunhada em 9 de maio de 2007. A moeda mostra a fachada da basílica com sua característica torre gótica central ladeada por duas torres barrocas.

## Galeria

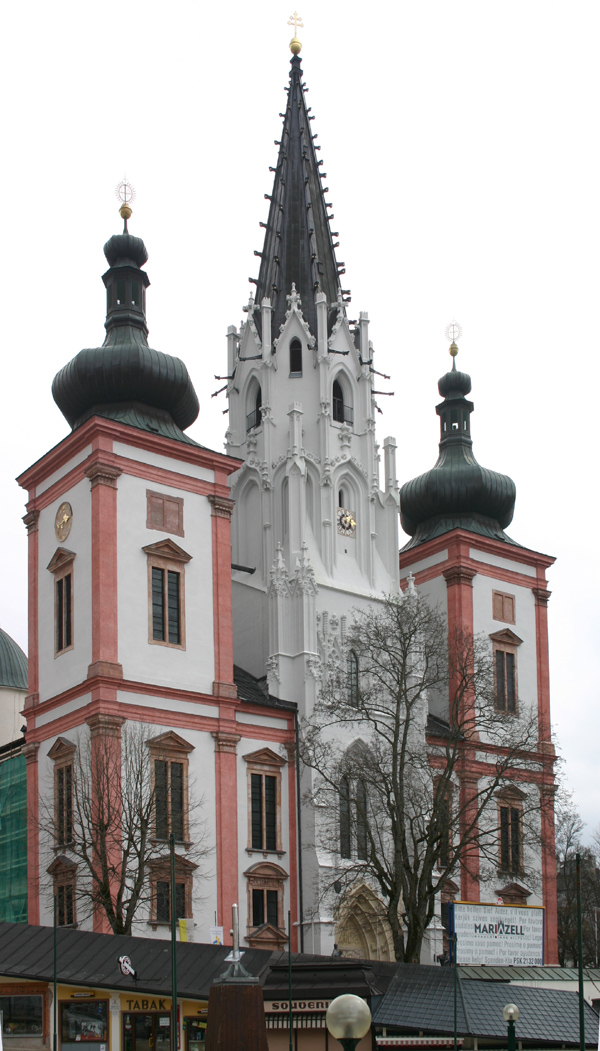
Basílica Mariä Geburt, Mariazell
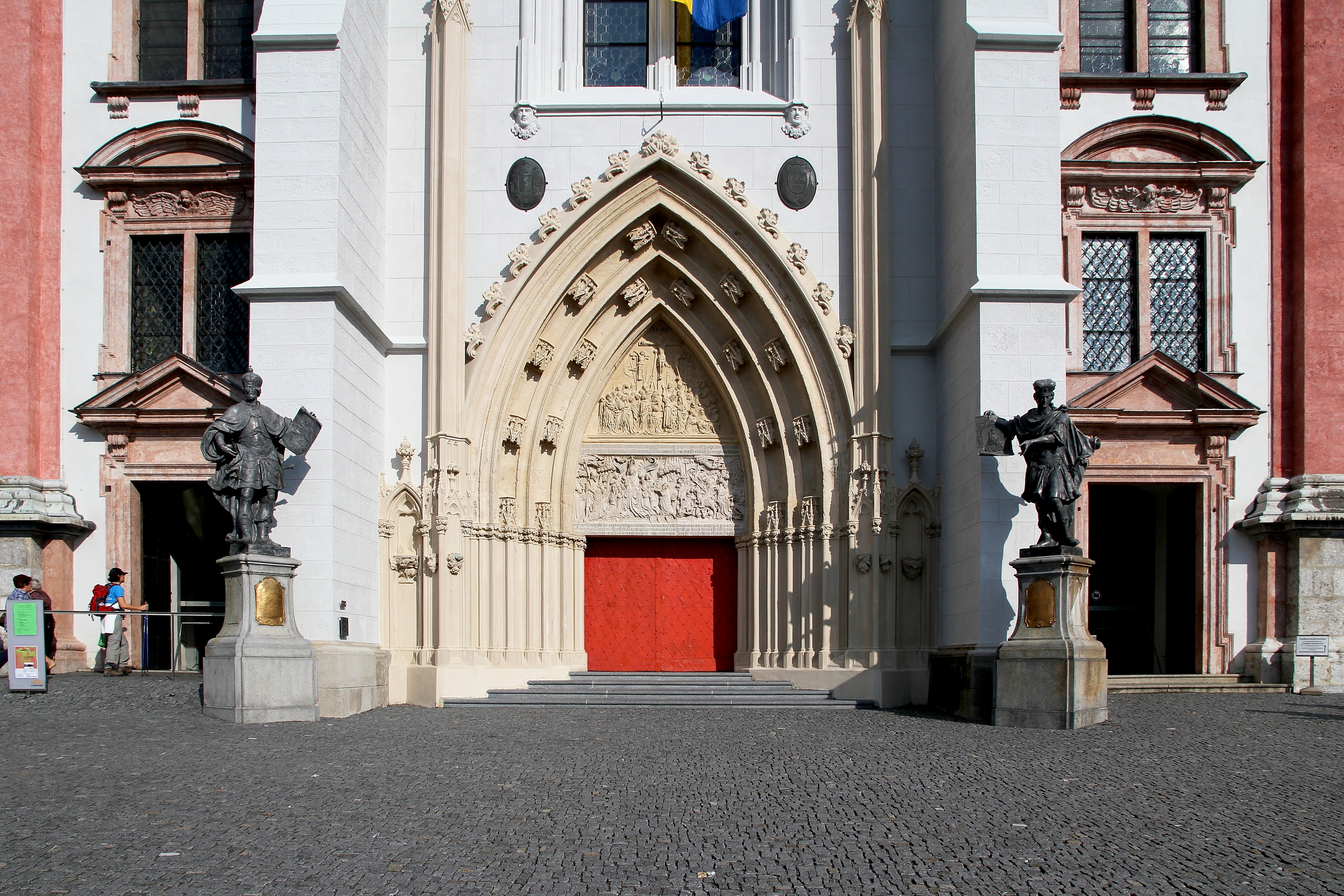
Portal gótico
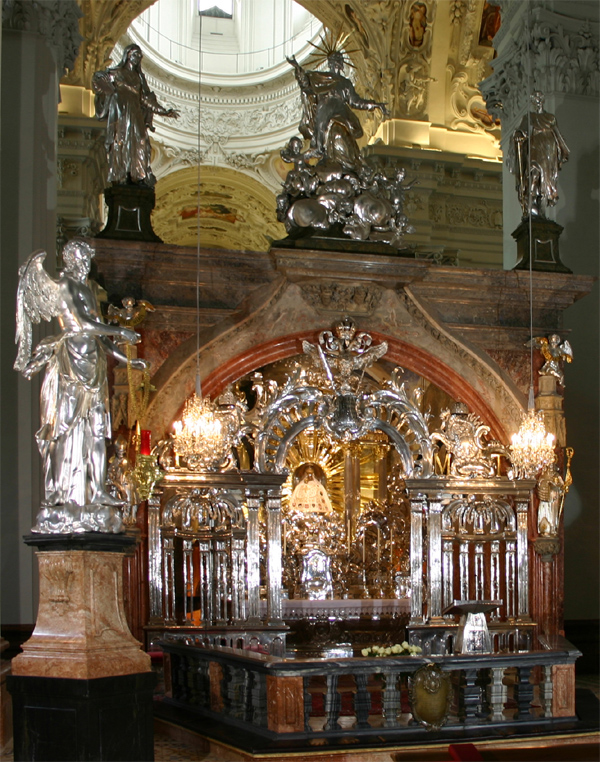
Gnadenkapelle
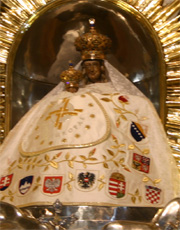
Magna Mater Austriae
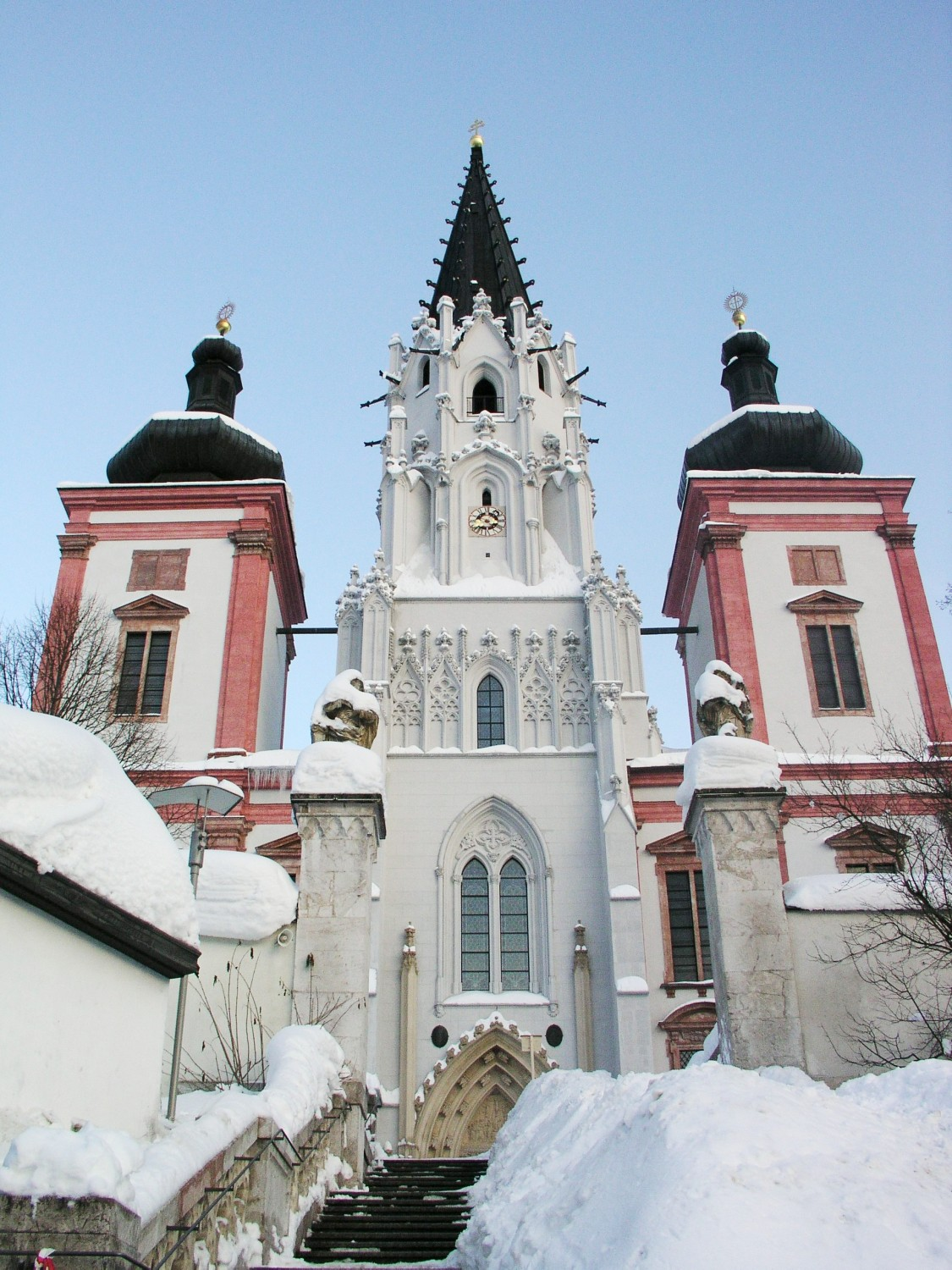
Basílica Mariazell